# 5722 Johnscherrer
5722 Johnscherrer eller 1986 JS är en asteroid i huvudbältet som upptäcktes den 2 maj 1986 av International Near-Earth Asteroid Survey (INAS) vid Palomar-observatoriet. Den är uppkallad efter John R. Scherrer.
Asteroiden har en diameter på ungefär 4 kilometer.